# Шюпфхайм (Цюрих)
Шюпфхайм (нем. Schüpfheim ZH) — населённый пункт в Швейцарии, в кантоне Цюрих.
Входит в состав округа Дильсдорф. Находится в составе коммуны Штадель-бай-Нидерглатт.
Расположен севернее Цюриха вблизи реки Рейн.
До 1904 года образовывал одну общину (коммуну) с населённым пунктом Рат.
Через населённый пункт проходит автодорога Кайзерштулерштрассе из Штадель-Нидерглатта в Вайах.